# Accord de libre-échange entre le Liban et l'AELE
L'accord de libre-échange entre le Liban et l'AELE est un accord de libre-échange signé le 24 septembre 2004 et entré en application le 1er janvier 2007. En plus d'une suppression sur une partie des biens industriels avec une période de réduction graduelle de 8 ans, l'accord concerne les produits de la mer. Les produits agricoles sont inclus via des accords avec chaque pays de l'AELE. L'accord concerne également le droit intellectuel et la protection des investissements.